# Mitterlabill

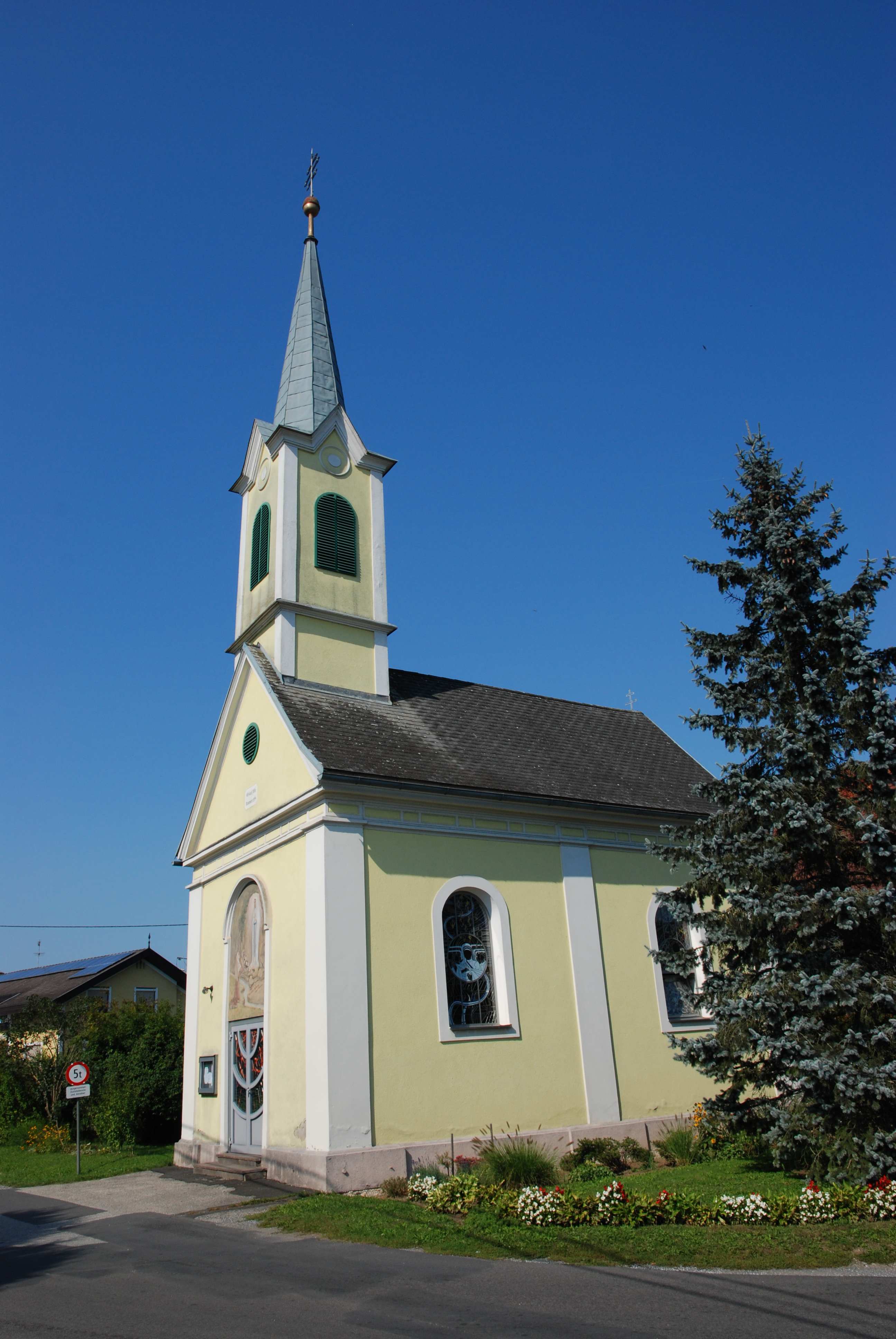
Ortskapelle Mitterlabill

Mitterlabill ist eine Ortschaft und eine Katastralgemeinde der Gemeinde Schwarzautal im Bezirk Leibnitz in der Steiermark.
Mitterlabill war bis Ende 2014 eine selbständige Gemeinde und wurde im Rahmen der Gemeindestrukturreform in der Steiermark am 1. Jänner 2015 mit den benachbarten Gemeinden Wolfsberg im Schwarzautal, Breitenfeld am Tannenriegel, Hainsdorf im Schwarzautal und Schwarzau im Schwarzautal zusammengeschlossen. Diese neue Gemeinde führt den Namen Schwarzautal. Grundlage dafür war ein gemeinsamer Antrag dieser Gemeinden.
Mitterlabill gehört wie das Gebiet von Schwarzau im Schwarzautal nach der Zusammenlegung zum politischen Bezirk Leibnitz wie bereits vorher die anderen Vorgängergemeinden der neuen Gemeinde Schwarzautal. Die Grenzen der Bezirke Südoststeiermark und Leibnitz wurden entsprechend geändert.
Ebenso wurden mit Wirkung ab 1. Jänner 2015 die Gerichtsbezirke aufgrund der Veränderungen im Rahmen der Gemeindestrukturreform in der Steiermark in der „Bezirksgerichte-Verordnung Steiermark 2015“ neu definiert.
Daher liegt das Gemeindegebiet seit dem 1. Jänner 2015 im Gerichtsbezirk Leibnitz.

## Geografie
Mitterlabill liegt etwa 25 Kilometer südöstlich von Graz und etwa 20 Kilometer westlich der Bezirkshauptstadt Feldbach im Oststeirischen Hügelland.

### Gliederung
Das Gebiet der ehemaligen Gemeinde umfasste folgende zwei Ortschaften (in Klammern Einwohnerzahl Stand 1. Jänner 2024):
- Mitterlabill (245)
- Unterlabill (160)

Die Gemeinde bestand aus den Katastralgemeinden Mitterlabill und Unterlabill.

### Nachbarorte
- im Norden: Frannach und Kirchbach in Steiermark
- im Osten und Süden: Schwarzau im Schwarzautal
- im Westen: Sankt Georgen an der Stiefing

## Geschichte

### Eingemeindungen
Am 1. Jänner 1951 wurde Unterlabill eingemeindet.

## Politik

### Bürgermeister
Der letzte Bürgermeister war bis 31. Dezember 2014 Anton Obendrauf (ÖVP).

### Gemeinderat
Der Gemeinderat wurde durch die Zusammenlegung zur Gemeinde Schwarzautal mit 31. Dezember 2014 aufgelöst. Nach dem Ergebnis der Gemeinderatswahl 2010 belegte die ÖVP alle neun Mandate. Andere Parteien traten nicht zur Wahl an.